# UShaka Marine World
El Mundo marino de UShaka (en inglés: UShaka Marine World) es un parque temático de 16 hectáreas (40 acres), que fue inaugurado en abril de 2004 en la ciudad de Durban, KwaZulu-Natal, en Sudáfrica. Se compone de 4 secciones: uShaka Sea World, uShaka Wet 'n Wild, Playa de uShaka (uShaka Beach), Camino de la villa de uShaka (uShaka Village Walk). Se encuentra en la franja de tierra entre la playa y el puerto. Fue la primera fase de la remodelación de la Punta de Durban.
El parque fue inaugurado el 30 de abril de 2004 después de 3 años de desarrollo. En 2005, el parque fue premiado por "Logro Sobresaliente en diseño creativo temático" entregado por la Themed Entertainment Association. Los visitantes pueden visitar UShaka Marine World todos los días desde las 9:00 am. a las 5:00 pm.